# Matvei Gússev
Matvei Matvéievitx Gússev (rus: Матве́й Матве́евич Гу́сев) (Kírov, 28 de novembre de 1826 - Berlín, 22 d'abril de 1866) va ser un astrònom rus que va treballar a l'Observatori Púlkovo (prop de Sant Petersburg) des de 1850 fins a 1852 i després a l'Observatori de Vilnius.
El 1860 va fundar la primera revista científica a Rússia dedicada a les matemàtiques i la física: Revista de Ciències Matemàtiques (Вестник математических наук, Vestnik matematicheskikh nauk). Va ser director de l'Observatori de Vilnius el 1865.
Va ser el primer a demostrar la no-esfericitat de la Lluna, concloent en 1860 que està allargada en la direcció de la Terra. És considerat un dels pioners en l'ús de la fotografia en astronomia, havent pres les imatges de la Lluna i el Sol, incloses les taques solars, mentre es troba a l'observatori de Vilnius.
Va morir el 1866 a Berlín (Alemanya).

## Eponímia
Un gran cràter a Mart es diu el cràter Gusev den honor seu, i és famós com el lloc d'aterrarge del Mars Exploration Rover Spirit.